# Velimir Zdravković
Velimir Zdravković (ur. 30 lipca 1980 we Vlasotincach) – serbski piłkarz, występujący na pozycji bramkarza.
Przez trzy lata występował w macedońskim Vardarze Skopje. Nie zdołał sobie wywalczyć tam stałego miejsca w pierwszej 11 zespołu i w listopadzie 2006 roku odszedł do Persebaya Surabaya, ówczesnego zwycięzcy indonezyjskich rozgrywek First Division(3 w hierarchii klasa rozgrywek ligowych w Indonezji). Spędził tam pół roku po czym trafił do występującego wówczas w drugiej lidze serbskiej klubu FK Vlasina Vlasotince. Nie zagrał tam jednak w żadnym spotkaniu. Obecnie nie jest związany umową z żadnym klubem.
Od 17 do 22 stycznia 2009 roku zawodnik był testowany przez Wisłę Kraków.